# Płowęż
Płowęż (niem. Gr. Plowenz) – wieś w Polsce położona w województwie kujawsko-pomorskim, w powiecie brodnickim, w gminie Jabłonowo Pomorskie.
W latach 1954-1961 wieś była siedzibą gromady Płowęż, po jej zniesieniu w gromadzie Jabłonowo-Zamek. W latach 1975–1998 miejscowość administracyjnie należała do województwa toruńskiego.
Według Narodowego Spisu Powszechnego (III 2011 r.) liczyła 346 mieszkańców. Jest ósmą co do wielkości miejscowością gminy Jabłonowo Pomorskie.
Na listę zabytków NID wpisany jest kościół parafialny św. Małgorzaty z k. XIII w., 1649, 1817-20, nr rej.: A/394 z 17.10.1929.

## Urodzeni w Płowężu
- Ryszard Abramowski (1862-1932), polsko-niemiecki duchowny ewangelicki, tłumacz, redaktor i wydawca